# Natrium-kaliumlegering

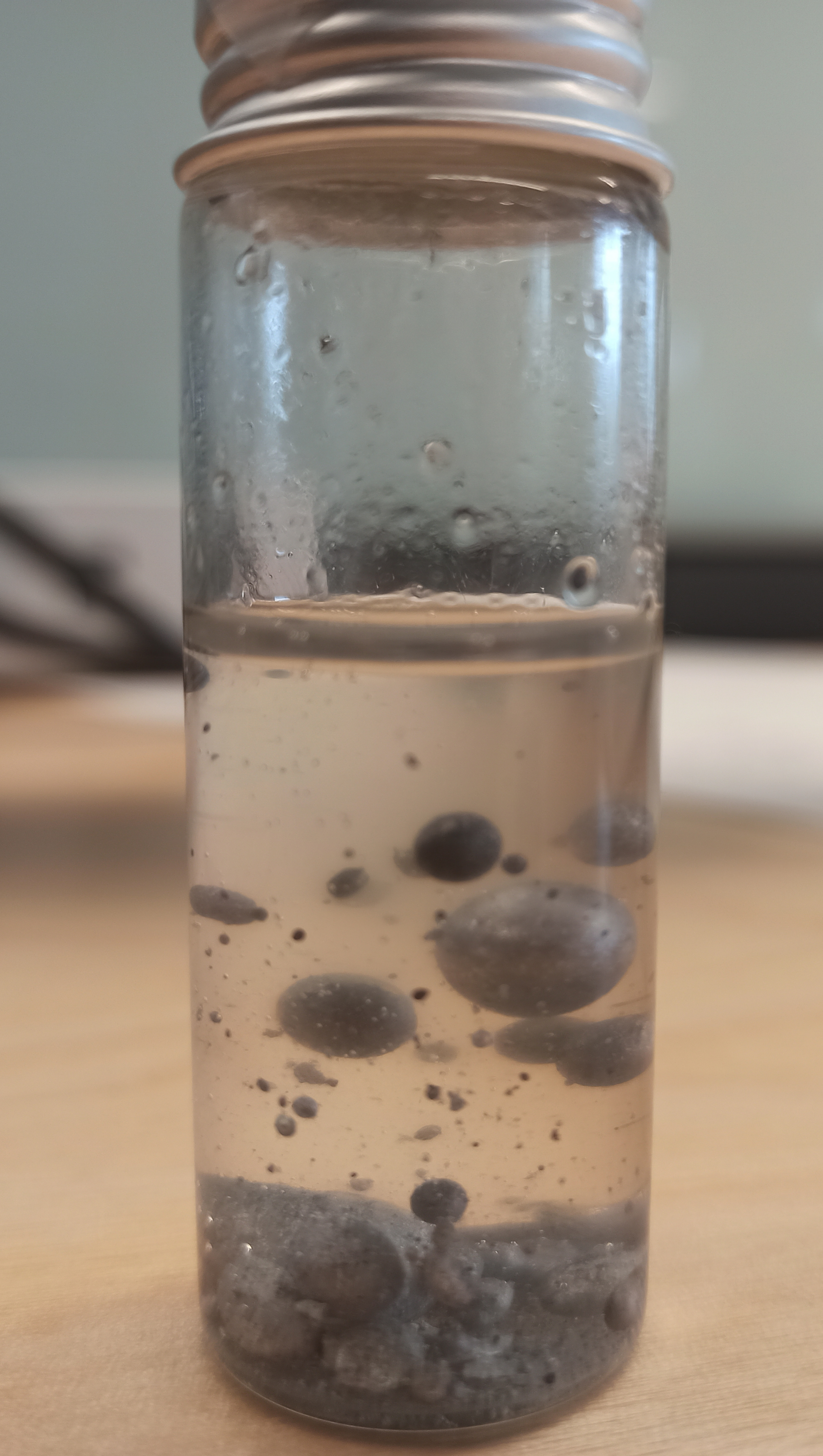
Natrium-kaliumlegering onder minerale olie.

Een natrium-kaliumlegering (afgekort als NaK) is een mengsel van de alkalimetalen natrium (Na) en kalium (K) in welbepaalde verhoudingen. Dit type legering heeft specifieke fysicochemische eigenschappen die het onderscheiden van de afzonderlijke componenten. Het opmerkelijke is dat de legering bij bepaalde verhoudingen natrium en kalium onder standaardomstandigheden voorkomt als vloeistof. In dat opzicht wordt het toegepast in diverse technische en wetenschappelijke contexten.

## Eigenschappen en samenstelling
NaK is een eutectische legering, wat betekent dat de combinatie van natrium en kalium een mengsel vormt met een verlaagd smeltpunt ten opzichte van de afzonderlijke metalen. Bij een eutectische samenstelling van 77% kalium en 23% natrium (gewichtsaandeel) bedraagt het smeltpunt -12,6 °C; dit is het eutecticum van het mengsel en deze specifieke legering wordt ook aangeduid als NaK-77. Mengsels met 40 tot 90 massaprocent aan kalium zijn allen vloeibaar bij standaardomstandigheden. Dit is goed zichtbaar in het fasendiagram van het metaalmengsel:
De fysische eigenschappen van NaK zijn als volgt:
- Massadichtheid: de dichtheid is afhankelijk van de samenstelling en ligt rond 0,855 g/cm³ voor de eutectische legering bij 20 °C.
- Viscositeit: NaK heeft een lage viscositeit in vloeibare toestand, wat bijdraagt aan efficiënte stroming in toepassingen zoals warmteoverdracht.
- Thermische geleidbaarheid: de thermische geleidbaarheid is hoog, waardoor het effectief is als warmtegeleidende vloeistof.
- Elektrische geleidbaarheid: NaK is een goede elektrische geleider, vergelijkbaar met de afzonderlijke elektrische eigenschappen van natrium en kalium.

Chemisch gezien behoudt NaK de hoge reactiviteit die kenmerkend is voor alkalimetalen. Het reageert heftig met water en zuurstof, waarbij waterstofgas en hydroxiden worden gevormd. Deze reacties zijn sterk exotherm en kunnen, afhankelijk van de omstandigheden, leiden tot ontbranding of explosies.

## Chemische eigenschappen en reacties
NaK is een sterk reductiemiddel. Het kan worden ingezet in verschillende chemische reacties, zoals:
- Hydrogenering: NaK kan waterstof opnemen en onder bepaalde omstandigheden als waterstofbron functioneren.
- Reacties met organische verbindingen: het wordt gebruikt in de organische chemie, bijvoorbeeld in Birch-reducties, waarbij het functioneert als elektronendonor.

## Structuur en productie
Natrium en kalium vormen een homogeen mengsel in de vloeibare fase en zijn volledig mengbaar in elke verhouding. De productie van NaK wordt doorgaans uitgevoerd door het samen smelten van de twee metalen onder inerte condities. Het proces vereist zorgvuldige temperatuurregeling om thermische ontleding of ongewenste reacties te voorkomen.

## Toepassingen
De eigenschappen van NaK maken het geschikt voor een aantal specifieke toepassingen.

### Warmteoverdracht
NaK wordt gebruikt als vloeibaar metaal koelmiddel in warmtewisselaars, onder andere in bepaalde typen kernreactoren. De relatief lage viscositeit en hoge thermische geleidbaarheid zorgen voor efficiënte warmteoverdracht. Bovendien heeft NaK een relatief breed temperatuurbereik in vloeibare toestand, wat het geschikt maakt voor gebruik bij temperaturen van -12,6 °C tot ongeveer 785 °C (kookpunt).

### Zuivering van gassen
In industriële processen wordt NaK gebruikt om sporen van zuurstof, water en andere verontreinigingen uit inerte gassen te verwijderen door chemische binding of reductie.

### Chemisch onderzoek
NaK wordt toegepast in fundamenteel onderzoek naar vloeibare metalen en metallurgie. Daarnaast wordt het gebruikt als reductiemiddel in de synthese van anorganische en organische verbindingen.

### Ruimtevaart
Door de lage dichtheid en hoge thermische geleidbaarheid heeft NaK toepassingen gevonden in koelcircuits van ruimtevaartsystemen, zoals in sommige experimenten op satellieten.

## Toxicologie en veiligheid
Natrium-kaliumlegeringen vereisen specifieke voorzorgsmaatregelen vanwege hun hoge reactiviteit. Bij contact met lucht of water ontstaan gevaarlijke situaties, waaronder:
- Ontbranding: NaK kan spontaan ontbranden door de reactie met zuurstof of waterdamp in de lucht.
- Explosieve reacties: de exotherme reactie met water produceert waterstofgas en hydroxiden, wat kan leiden tot een explosieve ontlading van energie.

Opslag en hantering van NaK worden doorgaans uitgevoerd onder inert gas (zoals argon) of onder een niet-reactieve vloeistof zoals minerale olie. Beschermende apparatuur en gecontroleerde omgevingen zijn essentieel bij het gebruik van deze legering.
Beide metalen in NaK zijn biologisch reactief. Direct contact met NaK kan ernstige chemische brandwonden veroorzaken. Daarnaast zijn de dampen van natrium- en kaliumverbindingen die tijdens reacties ontstaan potentieel schadelijk voor de luchtwegen. Inademing kan interne letsels veroorzaken door reactie met lichaamsvocht.